# Makoto Oda
Pour les articles homonymes, voir Oda (homonymie).
Makoto Oda (小田 実, Oda Makoto, 2 juin 1932 - 30 juillet 2007) est un universitaire, militant pacifiste et écrivain japonais, « héros asiatique » pour le magazine Time.

## Jeunesse
Né à Osaka en 1932, Oda est diplômé en philosophie et littérature grecque classique de la faculté de lettres de l'université de Tokyo. Il gagne une bourse Fullbright pour l'université Harvard en 1958.

## Carrière littéraire
Ses voyages à travers l'Europe et l'Asie avec un budget d'un  dollar par jour constituent la base de son roman meilleure vente de 1961 Nandemo Mite yaro (« Je verrai tout »). Son premier livre Assatte no Shuki (The Notebook of the Day After Tomorrow) est publié en 1951. Il est basé sur les expériences au cours de la Seconde Guerre mondiale et de la guerre de Corée. Son premier long roman, Amerika (« Amérique ») est publié en 1962.
Oda remporte en 1981 le prix Lotus de l'« association des écrivains afro-asiatiques » pour son livre Hiroshima. Cette récompense amène une traduction du livre en anglais en 1990, ainsi qu'en arabe, en italien, en coréen et en russe. Le sujet en est les bombardements atomiques d'Hiroshima et Nagasaki mais aussi les indiens Hopis et les Américains qui vivent près des sites d'essais nucléaires.
Il remporte le prix Kawabata pour Aboji o Fumu (Stomping Father), publié en 1998. Le roman The Breaking Jewel est publié en anglais en 2003. Il raconte la situation de forces japonaises sur une île du Pacifique Sud face à une invasion américaine à la fin de la Seconde Guerre mondiale.

## Militantisme
En 1965, il cofonde Beheiren (« Ligue des citoyens pour la paix au Vietnam ») avec le philosophe Shunsuke Tsurumi et l'écrivain Takeshi Kaiko pour protester contre la guerre du Vietnam. Il est membre fondateur de l'« Association de l'article 9 » créée pour défendre l'article 9 de la constitution japonaise qui interdit au Japon le droit de faire la guerre. Oda est un écrivain prolifique sur des sujets politiques, à commencer par Heiwa o tsukuru Genri (« les principes de paix ») en 1966.
Oda contribue également à la formation de la mémoire de guerre japonaise à la fin des années 60 et au début des années 70. Il est le premier de sa génération à commencer à remettre en question le récit dominant de l'époque selon lequel le Japon est victime d'une agression guerrière plutôt qu'agresseur pendant la Seconde Guerre mondiale.
Oda meurt d'un cancer de l'estomac en juillet 2007 à l'âge de 75 ans.
Son service funèbre a lieu le 4 août 2007, à la salle funéraire Aoyama Sogisho à Tokyo et réunit environ 800 personnes, dont des personnalités connues des domaines politique et littéraire du Japon. Par la suite, environ 500 personnes participent à une marche de la paix à la mémoire d'Oda et défilent à travers les rues du centre-ville de Tokyo en promettant de poursuivre les efforts militants de l'écrivain disparu.

## Lire aussi
(en) Makoto Oda, The Times, 22 septembre 2007 (lire en ligne)

## Source de la traduction
- (en) Cet article est partiellement ou en totalité issu de l’article de Wikipédia en anglais intitulé « Makoto Oda » (voir la liste des auteurs).